# 松平胖
松平 胖（まつだいら ゆたか、1879年〈明治12年〉12月12日 - 1945年〈昭和20年〉12月10日）は、日本の海軍軍人。最終階級は海軍大佐。正五位勳三等功五級。

## 経歴
旧讃岐高松藩第11代藩主（後に伯爵）松平頼聰の十男。生母は彦根藩主で大老井伊直弼の娘千代子。貴族院議長、伯爵松平頼寿は同母兄。妻は肥前佐賀藩主鍋島直大の娘俊子。長男頼明は子供のなかった兄頼寿の養子となり、伯爵位を継いだ。長女佳子（誠子）は伯爵廣橋眞光の養妹となり、李王家の一族である李鍵公妃となった。
海軍兵学校30期を卒業し、1902年（明治35年）少尉任官。日本海海戦に第一駆逐隊所属の「春雨」乗組みとして参戦し、第一次世界大戦にも出征した。予備役後の1926年（大正15年）から少年審判所に勤務し、また鉱業会社の役員を務める。

## 栄典
- 1904年（明治37年）3月18日 - 正八位[5]
- 1905年（明治38年）2月14日 - 従七位[6]
- 1907年（明治40年）11月30日 - 正七位[7]
- 1913年（大正2年）2月10日 - 従六位[8]

## 家系
家族・親族
- 父 - 松平頼聰（高松藩藩主）
- 母 - 千代子（井伊直弼の娘）
- 妻 - 俊子（鍋島直大の娘）
- 長男 - 頼明（兄松平頼寿の養子、伯爵）、早大卒業後陸軍科学研究所勤務、戦後、学校法人本郷学園第2代理事長・本郷高等学校第4代校長・松平公益会会長[10]。
- 長女 - 佳子（誠子）（廣橋真光の養妹として李鍵公に嫁ぐ）
- 次男 - 守弘